# Lophaxius
Lophaxius is een geslacht van kreeftachtigen uit de klasse van de Malacostraca (hogere kreeftachtigen).

## Soorten
- Lophaxius investigatoris (Anderson, 1896)
- Lophaxius rathbunae Kensley, 1989
- Lophaxius sagamiensis (Sakai, 1991)